# Rauvolfia caffra
Rauvolfia caffra är en oleanderväxtart som beskrevs av Otto Wilhelm Sonder. Rauvolfia caffra ingår i släktet Rauvolfia och familjen oleanderväxter. Inga underarter finns listade i Catalogue of Life.